# Condado de Clarke (Misisipi)
El condado de Clarke (en inglés: Clarke County), fundado en 1812, es un condado del estado estadounidense de Misisipi. En el año 2000 tenía una población de 17.955 habitantes con una densidad poblacional de 10 personas por km². La sede del condado es Quitman.

## Geografía
Según la Oficina del Censo, el condado tiene un área total de 1795 km² (693,1 mi²), de la cual 1790 km² (691,1 mi²) es tierra y 5 km² (1,9 mi²) es agua.

## Demografía
En fecha censo de 2000, había 17.955 personas, 6.978 hogares, y 5.024 familias que residían en el condado.
En el 2000 la renta per cápita promedia del condado era de $ 26,610 y el ingreso promedio para una familia era de $33,396. El ingreso per cápita para el condado era de $14,288. En 2000 los hombres tenían un ingreso per cápita de $27,580 frente a $19,402 para las mujeres. Alrededor del 23% de la población estaba bajo el umbral de pobreza nacional.

## Condados adyacentes
- Condado de Lauderdale (norte)
- Condado de Choctaw (este)
- Condado de Wayne (sur)
- Condado de Jasper (oeste)

## Localidades
Ciudades
- Quitman

Pueblos
- Enterprise
- Pachuta
- Shubuta
- Stonewall

Áreas no incorporadas
- De Soto

## Principales carreteras
- Interestatal 59
- U.S. Highway 11
- U.S. Highway 45
- Carretera 18